# Ferrari F355

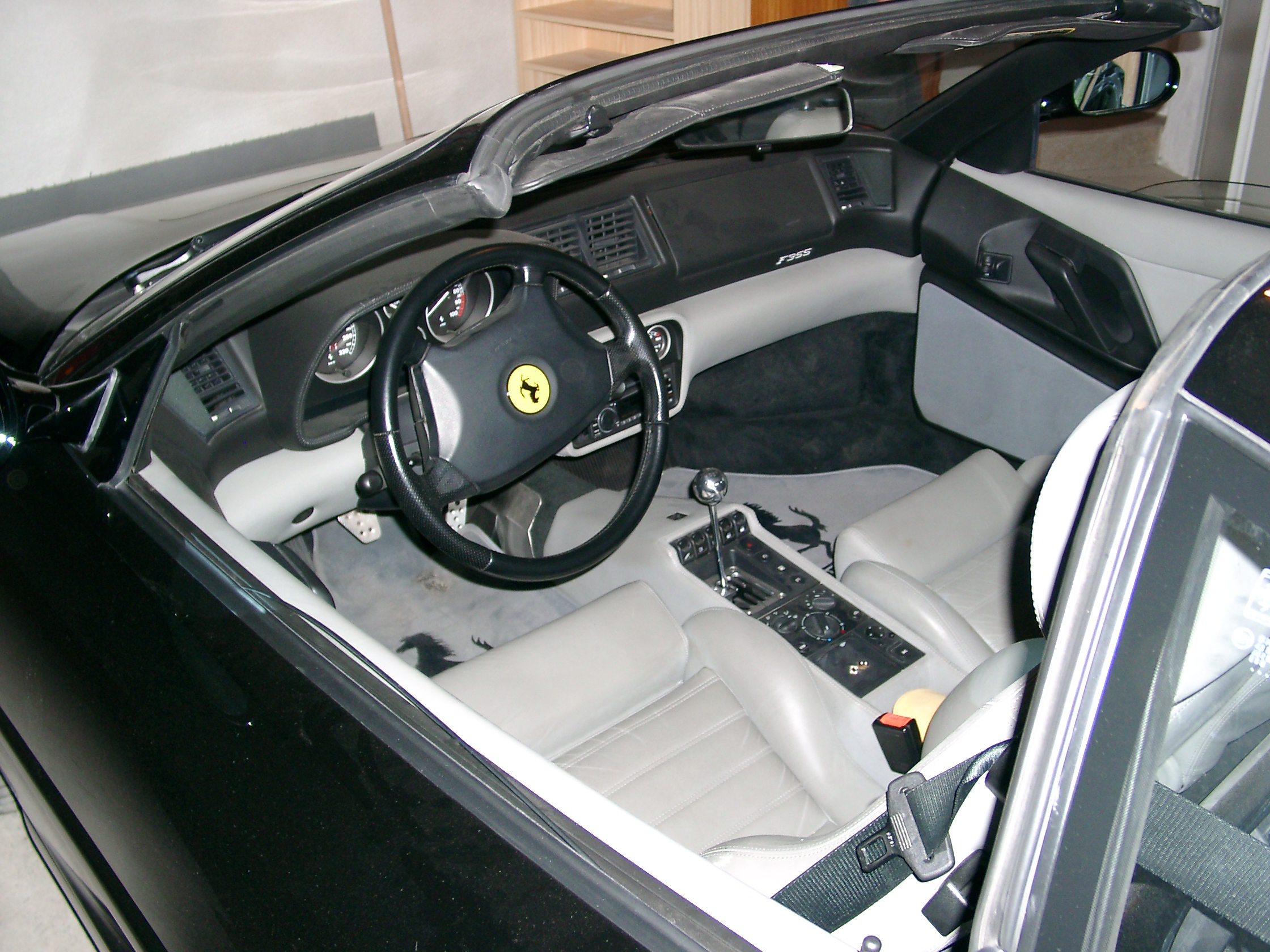
Cockpit des F355 GTS

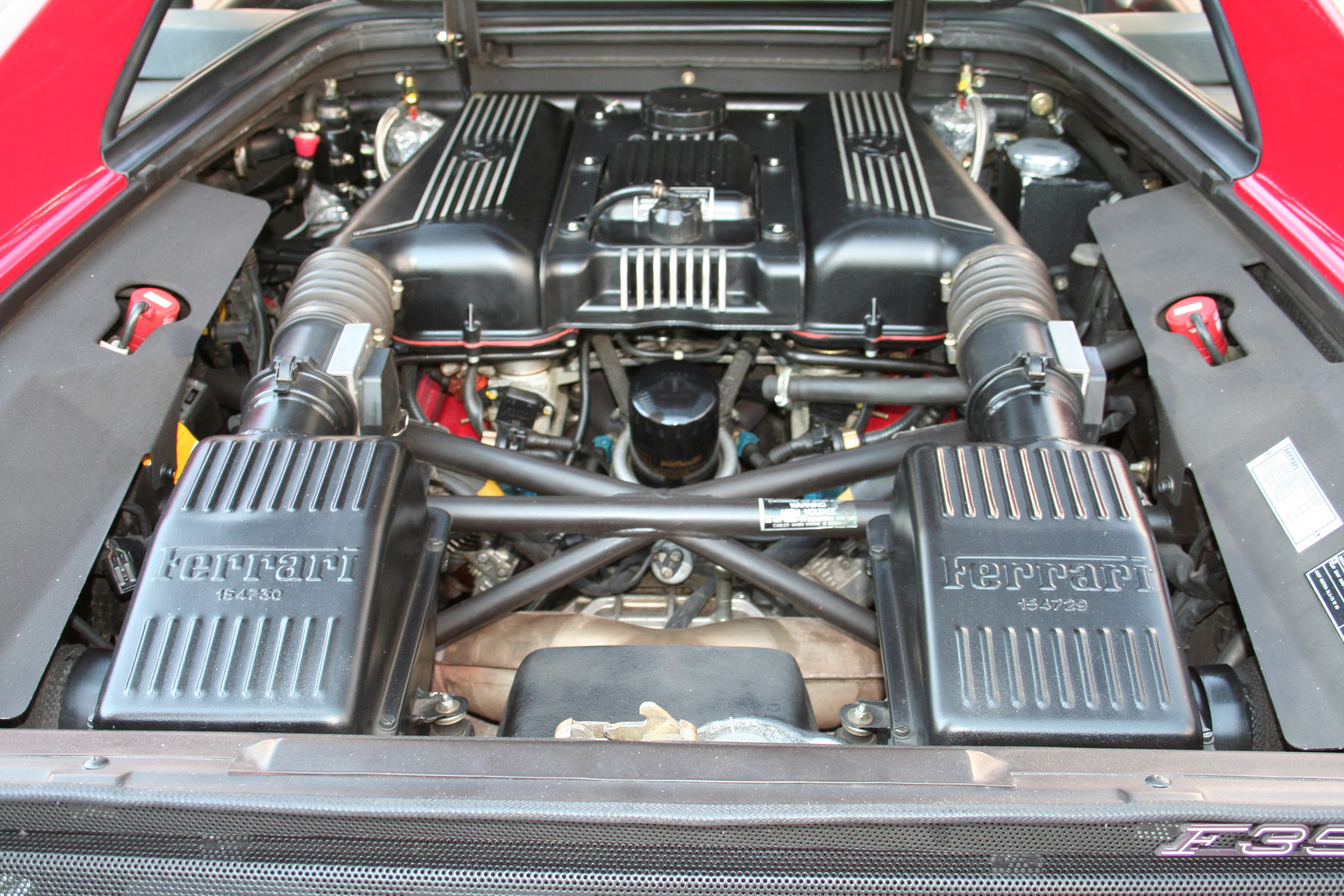
Motor des F355 Spider

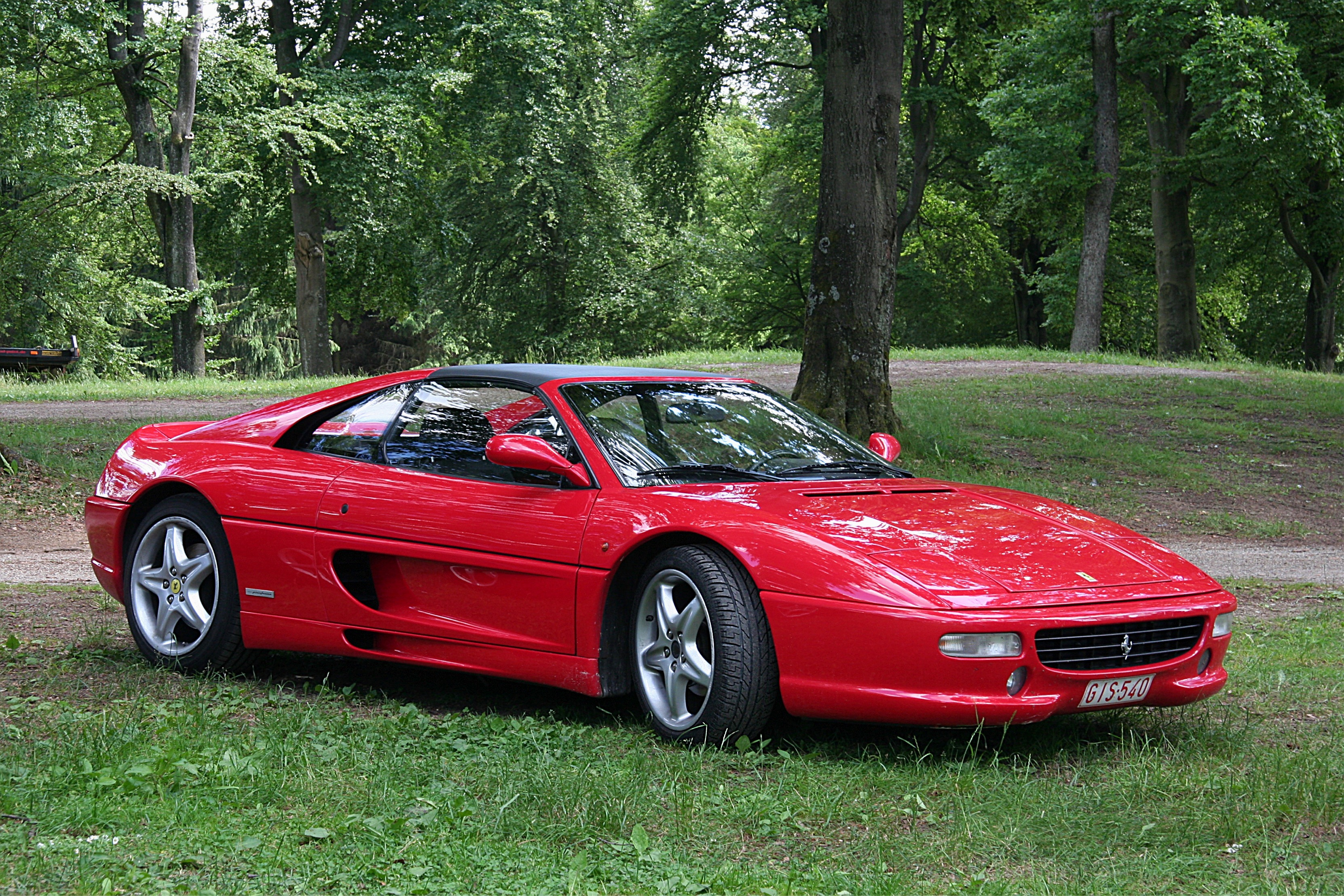
Ferrari F355 GTS

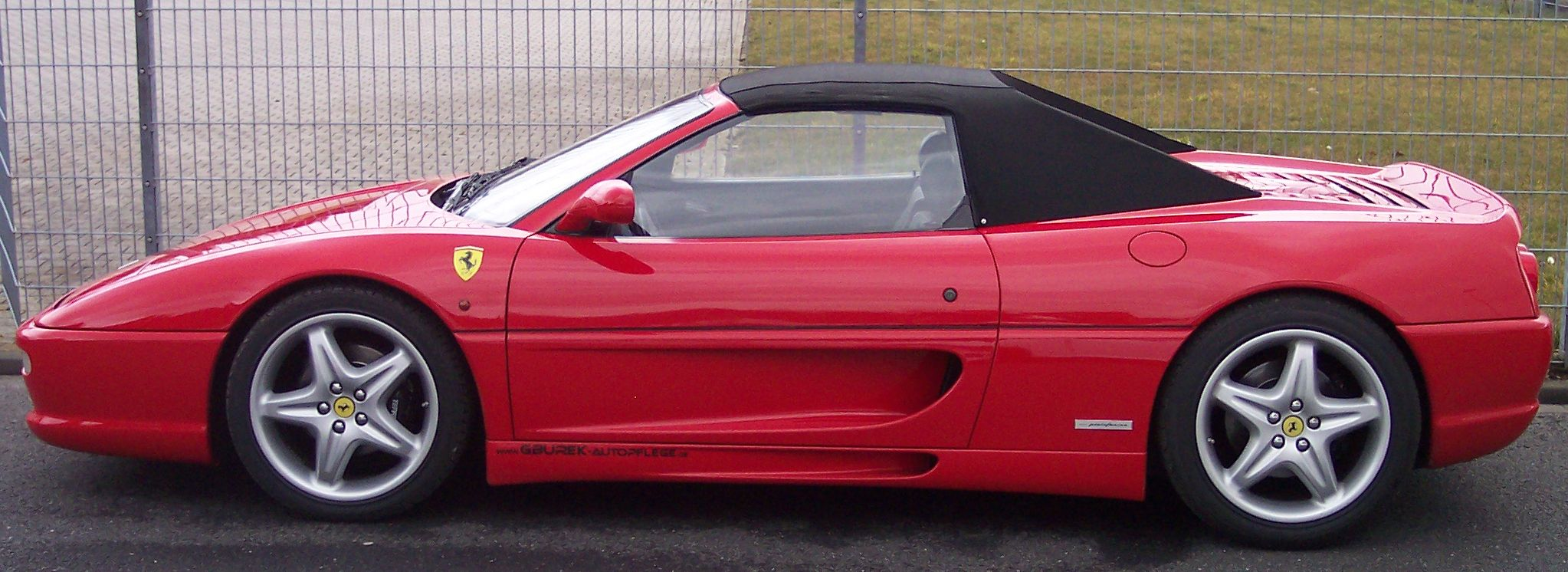
F355 Spider

Der Ferrari F355 wurde auf dem Genfer Auto-Salon im März 1994 zum ersten Mal der Öffentlichkeit präsentiert. Er war der Nachfolger des Ferrari 348 und wurde bis zum Erscheinen des Ferrari 360 Modena im Jahr 1999 gebaut. Er stellte hinsichtlich Fahrverhalten, Fahrleistungen und Verarbeitungsqualität einen großen Fortschritt im Vergleich zum 348 GTB/GTS dar. Der Unterschied zum Nachfolger Ferrari 360 Modena hingegen ist in technischer Hinsicht gering; daher ähneln sich beispielsweise auch die Fahrleistungen der beiden Generationen.
Klaus Westrup, Chefredakteur des Automagazins „auto motor und sport“, lobte den F355 für die sehr hohen Fahrleistungen mit der direkten Leistungsabgabe des Motors, die Handlichkeit des Sportwagens und die sehr gute Sitzposition. Hingegen wurden das eingeschränkte Raumangebot, der schlechte Langsamfahrkomfort, das zum Teil laute Motorgeräusch und der relativ unbequeme Einstieg kritisiert.

## Entwicklung/Geschichte
Der F355 war kein simples Update des Vorgängers 348, sondern ein in weiten Teilen neues Auto. Er versetzte die Marke Ferrari mit zahlreichen Innovationen und seinen Fahrleistungen sozusagen in die Neuzeit. Bremsen, Kupplung, Fahrwerk und Motor galten als ausgewogen aufeinander abgestimmt und die Abmessungen waren auch für große Fahrer ausreichend.
Der F355 bot gegenüber seinem Vorgänger 348 nicht nur einen spürbaren Technologiesprung in Form von beispielsweise Fünfventiltechnik, elektronisch verstellbarem Fahrwerk und später dem wahlweise lieferbaren F1-Getriebe, sondern auch die hohen Fahrleistungen und ein ausgeglichenes Leistungsniveau machten den Mittelmotor-Zweisitzer vom „Einsteiger-Ferrari“ zum attraktiven Sportwagen. Dies hatte unter anderem zur Folge, dass die Verkaufszahlen mit dem F355 stiegen, da der „kleine“ Ferrari nun ähnlich hochwertig wie die großen Zwölfzylindermodelle war.

## Technische Daten
|                                          | Ferrari F355 (M2.7)                                                       | Ferrari F355 (M5.2)                                                            |
| ---------------------------------------- | ------------------------------------------------------------------------- | ------------------------------------------------------------------------------ |
| Bauzeit                                  | 1994–1996                                                                 | 1996–1999                                                                      |
| Motortyp                                 | Achtzylinder-V-Mittelmotor 90°                                            | Achtzylinder-V-Mittelmotor 90°                                                 |
| Hubraum (cm³)                            | 3495                                                                      | 3495                                                                           |
| Ventile                                  | 5 Ventile pro Zylinder                                                    | 5 Ventile pro Zylinder                                                         |
| Motorsteuerung                           | Bosch Motronic 2.7                                                        | Bosch Motronic 5.2                                                             |
| Leistung kW (PS) bei min−1               | 280 (381) bei 8250 (Werksangabe)                                          | 280 (381) bei 8250 (Werksangabe)                                               |
| Drehmoment Nm bei min−1                  | 363/6000 (Werksangabe)                                                    | 363/6000 (Werksangabe)                                                         |
| Technische Unterschiede 2.7/5.2          | 2 × Motorsteuergerät Bosch 2.7 / 2 Luftmassenmesser (direkt) / Ansaugrohr | 1 × Motorsteuergerät Bosch 5.2 / 1 Luftmassenmesser (mit Y-Stück) / Ansaugrohr |
| Getriebe                                 | 6-Gang-Schaltgetriebe                                                     | 6-Gang-Schaltgetriebe / 6-Gang Sequenziell „F1-Getriebe“                       |
| Antrieb                                  | Hinterradantrieb                                                          | Hinterradantrieb                                                               |
| Beschleunigung 0–100 km/h (Werksangabe)  | 4,7 s                                                                     | 4,7 s                                                                          |
| Höchstgeschwindigkeit (Werksangabe km/h) | 295                                                                       | 295                                                                            |
| Trockengewicht (Werksangabe kg)          | 1350                                                                      | 1350                                                                           |
| Tankinhalt (Liter)                       | 80                                                                        | 80                                                                             |

### Karosserie
Zweisitziges Mittelmotor-Coupé oder Cabrio (F355 Spider), Stahlchassis, Aluminium-Karosserie,
Länge × Breite × Höhe (mm) 4250 × 1900 × 1170, Radstand 2450 mm, Tankvolumen 82 Liter, Leergewicht 1350 kg (Messwert vollgetankt 1444 kg), Leistungsgewicht 4,8 kg/kW, cw-Wert 0,33

### Motor
Wassergekühlter 90-Grad-Achtzylinder-V-Motor, vier obenliegende Nockenwellen, fünf Ventile pro Zylinder (3 Einlassventile / 2 Auslassventile), Tassenstößel mit hydraulischem Ventilspielausgleich, Bohrung × Hub (mm) 85,0 × 77,0, Hubraum 3495 cm³, Leistung 280 kW (381 PS) bei 8250/min, maximales Drehmoment 363 Nm bei 6000/min, Literleistung 80,1 kW/l, Maximaldrehzahl 8500/min

### Kraftübertragung
Hinterradantrieb, mechanisches, manuelles Sechsgang-Getriebe, optional war ab Juli 1997 das sequenzielle Sechsganggetriebe (F1-Schaltung) erhältlich.
Differentialsperre 40 %, Übersetzungen: I. 3,07, II. 2,16, III. 1,61, IV. 1,27, V. 1,03, VI. 0,84, Achsübersetzung 3,75 : 1
Ab dem Frühjahr 1998 konnte der F355 als erstes Serienfahrzeug der Welt gegen Aufpreis mit einer Lenkrad-Wippenschaltung bestellt werden.

### Fahrwerk
Einzelradaufhängung rundum, vorn Schraubenfedern, Stoßdämpfer, doppelte Querlenker und Stabilisator; hinten Schraubenfedern, Stoßdämpfer, Doppelquerlenker und Stabilisator; Bremse: Scheibenbremsen rundum innenbelüftet, Durchmesser vorn/hinten (mm) 305/300, ABS, Räder: 225/40 ZR 18 vorn und 265/40 ZR 18 hinten auf 7,5 und 10×18-Zoll-Magnesiumfelgen
Das Fahrwerk ist mit Bilstein-Stoßdämpfern ausgestattet und besitzt einen automatischen hydraulischen Niveauausgleich. Es lässt sich mit einem Schalter in der Mittelkonsole vom Fahrersitz aus elektrisch von einer eher weichen „Comfort“-Stufe auf die härtere „Sport“-Dämpfung umstellen. Die Komfortstufe ist den meisten Fahrsituationen gewachsen, da Sensoren für Senkrechtbeschleunigung und Fahrgeschwindigkeit mit steigendem Tempo die Stoßdämpfercharakteristik elektronisch nachregeln.
Das Fahrwerk des F355 ist relativ hart abgestimmt, womit das Setup auf den sportlichen Einsatz des Fahrzeugs abgestimmt ist. In einem sport-auto-Supertest führte die Abstimmung des Fahrwerks zu einem eindeutig positiven Urteil: „Der Ferrari liegt ruhig auf der Straße. Er lässt weder auffällige Seitenneigung in Kurven zu, noch offenbart er unruhiges Taumeln auf Fahrbahnen zweiter Ordnung. Auch bei Höchstgeschwindigkeit zeigt der Ferrari nicht die kleinste Unart, etwa in Form von unruhigem Geradeauslauf.“ Dieses Fazit kann umso mehr der Abstimmung des Fahrwerks zugeschrieben werden, als der F355 trotz seines verkleideten Unterbodens und anderer aerodynamischer Hilfen bei 200 km/h bereits 42 kg Auftrieb an der Hinterachse produziert.
Für seine Leistungen in den Slalom-Disziplinen sowie bei den Auftritten am Hockenheimring und auf der Nürburgring-Nordschleife wurde das Fahrzeug gelobt: „hervorragende Stabilität, sehr hohe maximale Querbeschleunigung, direkte Antwort auf Lenkbefehle, vorbildliche Neutralität.“ Dem steht die Aussage entgegen: „Auf nasser Fahrbahn erfordern die zackigen Reaktionen um die Hochachse eine schnelle Hand […] Driften sollten in einem F355 bestenfalls Profis auf abgesperrten Strecken.“

### Fahrleistungen

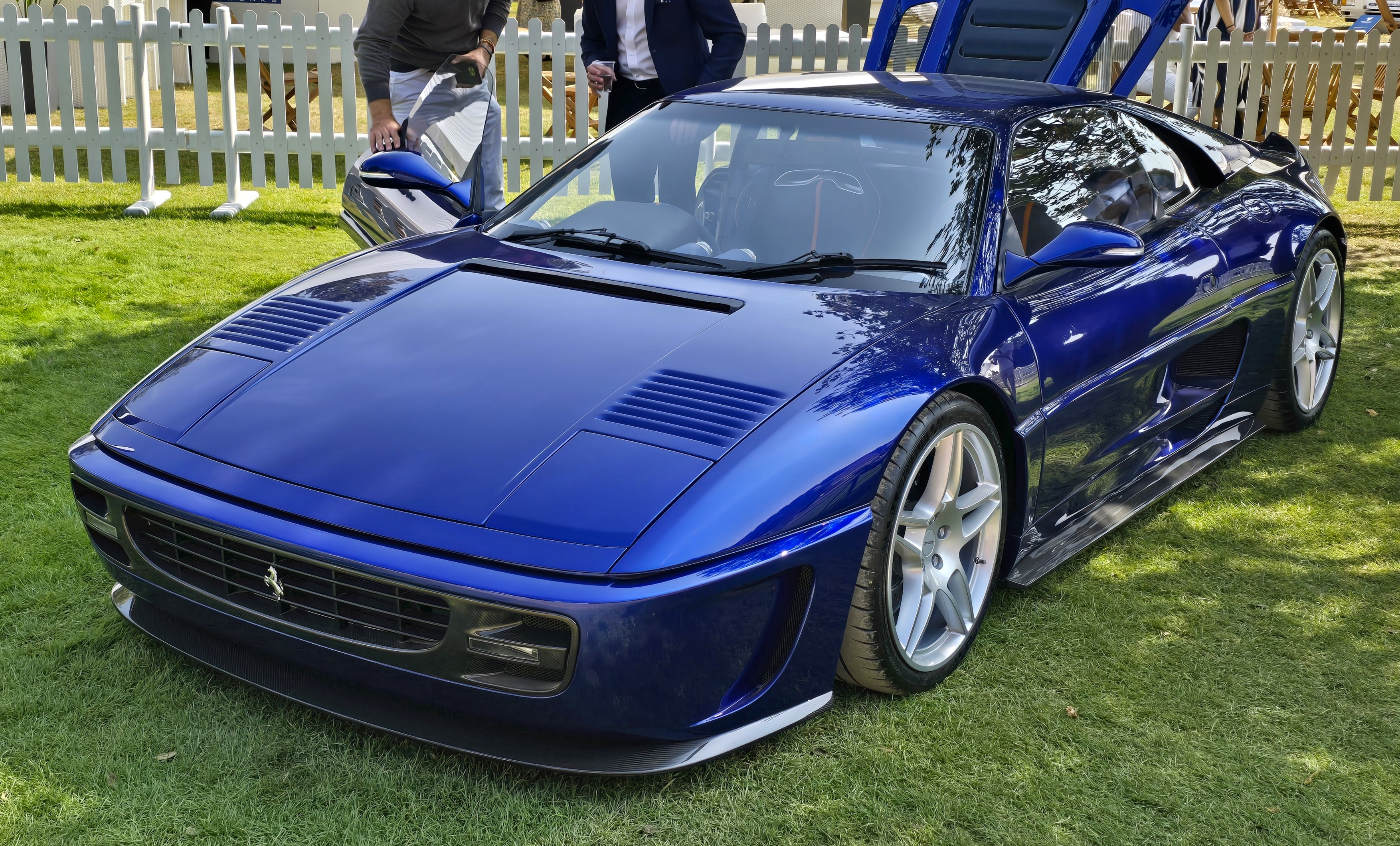
Restomod eines F355 GTB

- 0–100 km/h: 5,0 s [Messwert auto motor und sport (ams)]
- 0–200 km/h: 16,5 s (Messwert ams)
- Höchstgeschwindigkeit: 288 km/h (Messwert)[2]
- Bremsweg aus 100 km/h (warm): 37,5 m (10,7 m/s²)
- NEFZ-Verbrauch: 17,1 l/100 km (Messwert ams)
- Slalom 36 m: 118 km/h (Messwert ams)
- max. Querbeschleunigung: 1,3g
- Rundenzeit Nürburgring Nordschleife: 8:13 min
- Rundenzeit Kleiner Hockenheimring: 1:15:3 min

Der leistungsfähige V8-Motor und die Fahreigenschaften ermöglichten den Testern des F355 auf der Rennstrecke und beim Beschleunigen das Erzielen von Zeiten, die nicht weit von seinem Nachfolger Ferrari 360, jedoch deutlich unter denen seines Vorgängers Ferrari 348 liegen.
Die Beschleunigung bis 200 km/h ist fast gleich mit dem 360, die Rundenzeit in Hockenheim ebenfalls. Das liegt unter anderem auch daran, dass der F355 etwa 20 kg leichter ist als sein Nachfolgemodell. Die Leergewichte sind jedoch Werksangaben und können je nach Ausstattung abweichen. Mit den optionalen leichten Sportsitzen wog das damalige Testfahrzeug etwa 1440 kg.

### Produktionszahlen
Hergestellte F355 insgesamt: 11.273
- davon mit manuellem 6-Gang-Schaltgetriebe: 8.649, die sich folgendermaßen aufteilten:
- F355 Berlinetta: 3.938
- F355 GTS: 2.048
- F355 Spider: 2.663

Mit F1-Schaltung: 2.624 (eigenständige Modelle, andere Bezeichnungen)
- 355 F1 Berlinetta: 1.044
- 355 GTS F1: 529
- 355 Spider F1: 1.051, davon 104 als Sondermodell 355 Spider F1 Fiorano, (100 USA-Versionen) 1999 vorgestellt in Genf neben dem 360 Modena

Motorsportversionen (nicht enthalten in o. g. 11.273 Gesamtproduktion mit Straßenzulassung)
- F355 Challenge: 72
- F355 Competizione: nur wenige Exemplare bekannt, 1995–1996
- etwa 100 F355 Berlinetta mit Straßenzulassung wurden zu F355 Challenge umgerüstet. Das Werk lieferte hierzu ein Teilepaket.

- Preis (1995): ca. 220.000 DM
- Preis 355 F1 (ab 1998): ca. 250.000 DM